# Vladimir Granovski
Pour les articles homonymes, voir Granovski.
Vladimir Granovski est un photographe russe.

## Biographie
Vladimir Granovski, photographe de la Grande Guerre patriotique, a travaillé pour RIA Novosti.

## Galerie

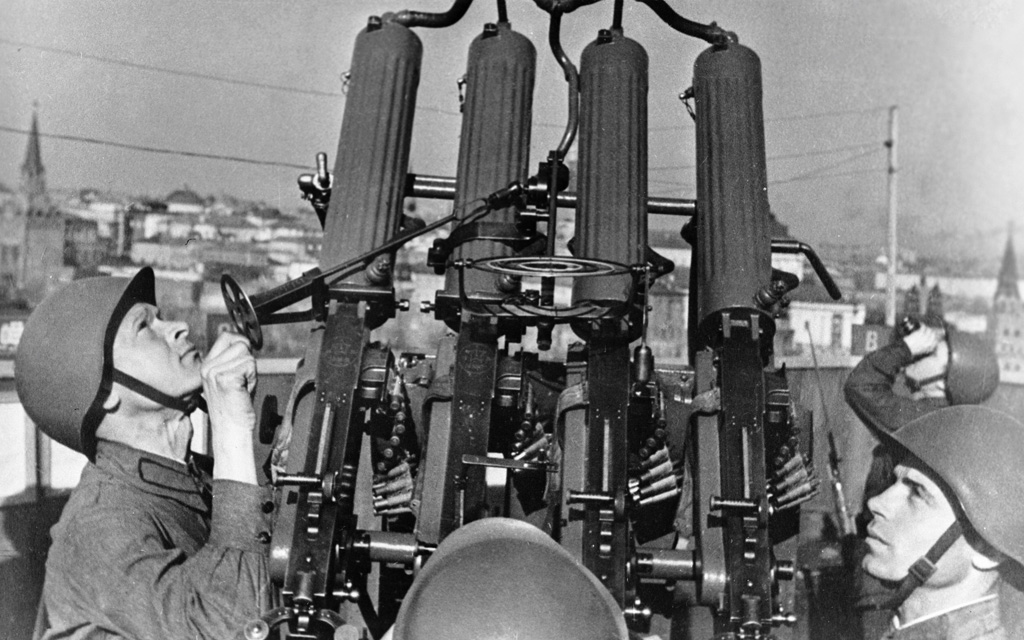
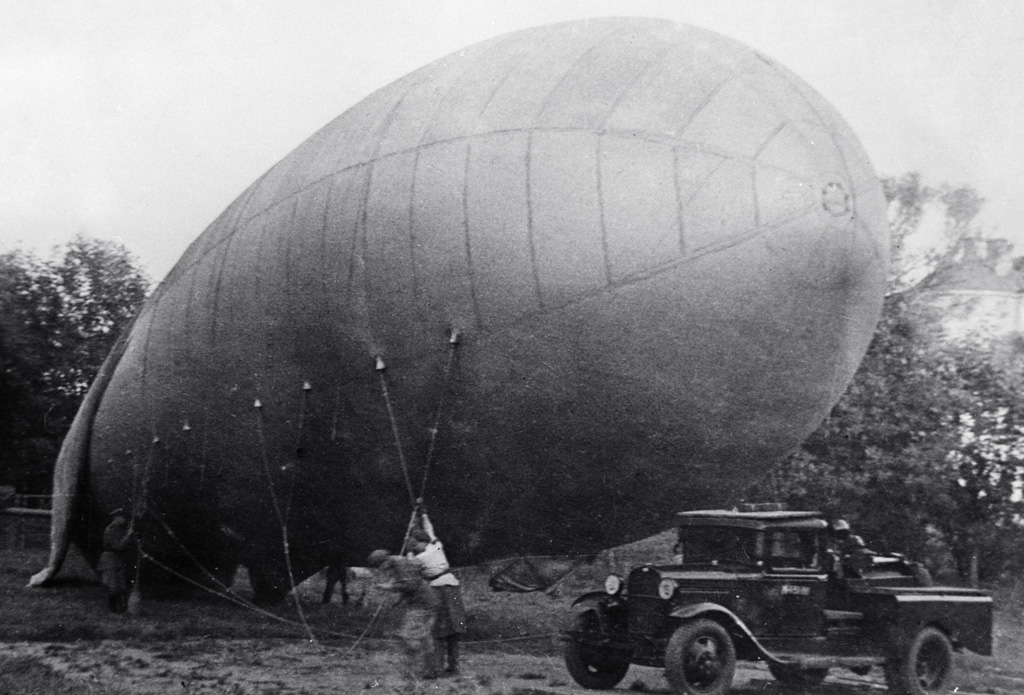
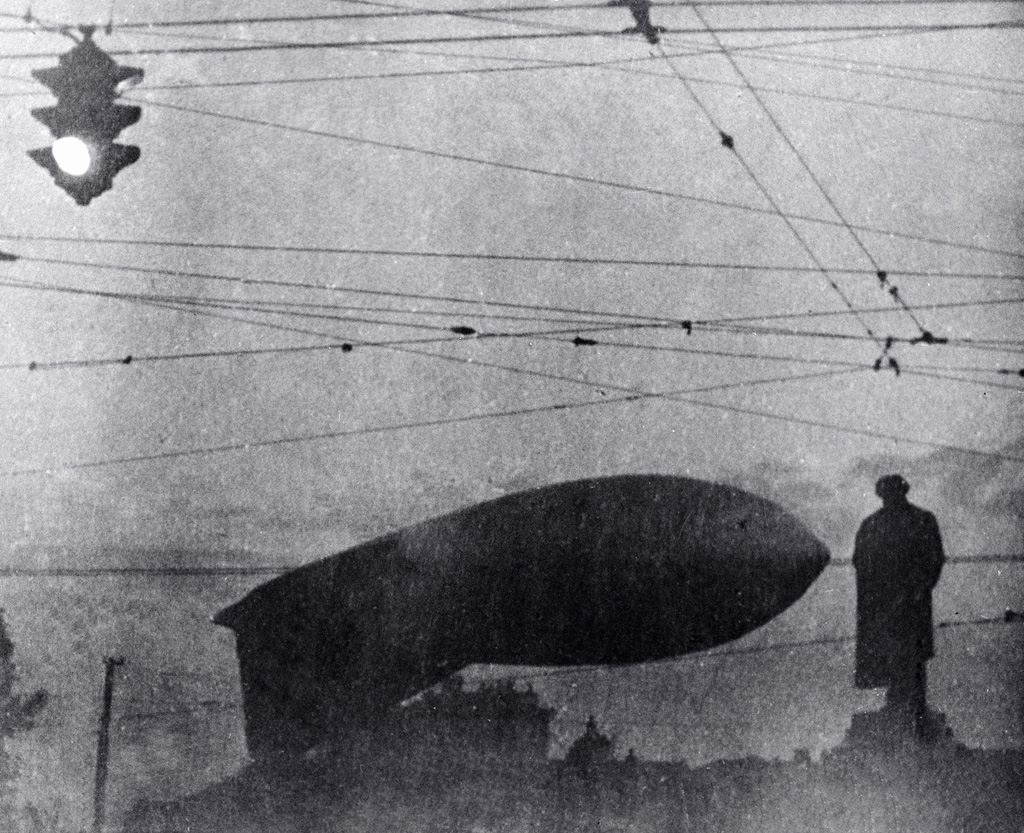
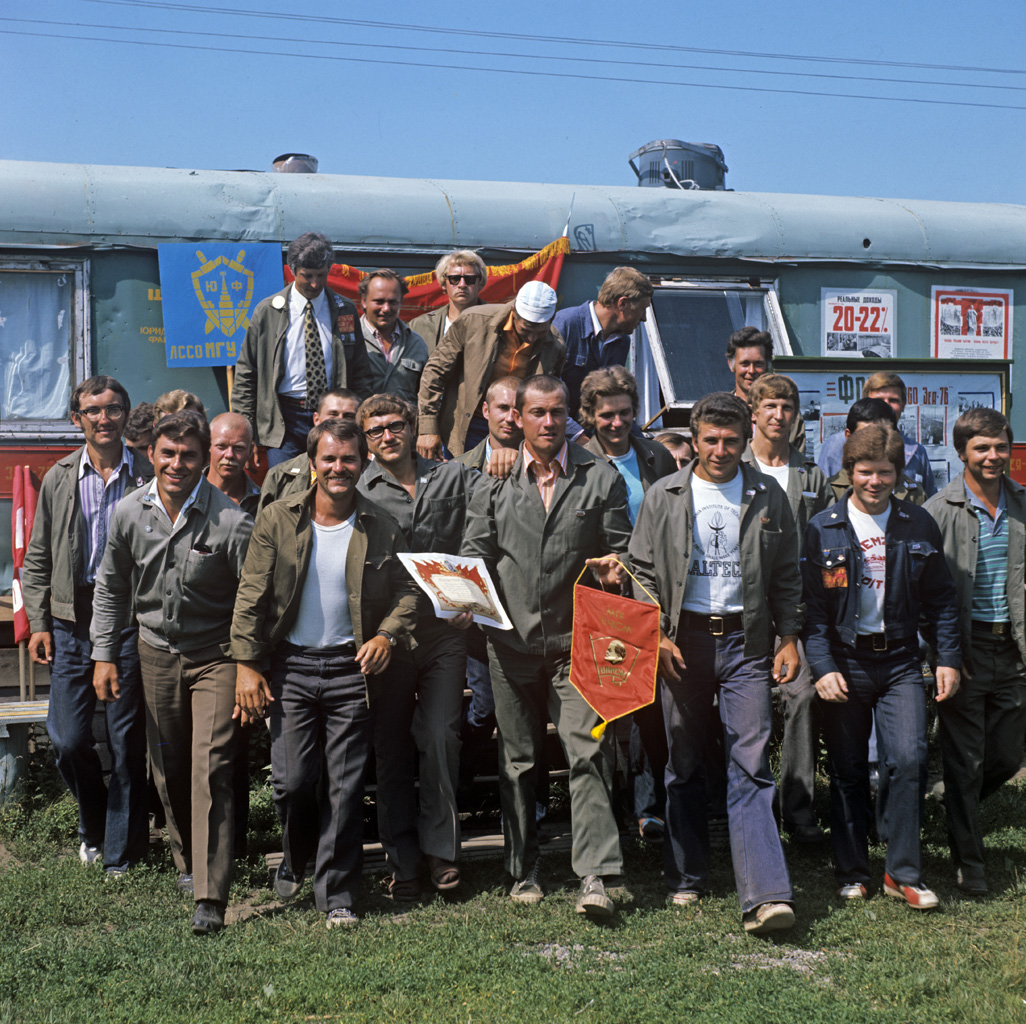